# 孟錫玨
孟錫玨（1874年—？）字玉雙，直隸宛平县人，清朝及中华民国政治人物。

## 生平
孟錫玨于光緒二十四年（1898年）中戊戌科进士。同年五月，改翰林院庶吉士。光緒二十九年四月，散館，授翰林院編修。后来历任江北提督署总文案兼督练处参议、奉天提学使。
中华民国成立后，他历任津浦铁路全路总办，北京政府交通部参事，肃政厅肃政史，1917年中华民国临时参议院议员。